# Dörte Thümmler
Dörte Thümmler född den 29 oktober 1971 i Berlin i Tyskland, är en östtysk gymnast.
Hon tog OS-brons i lagmångkampen i samband med de olympiska gymnastiktävlingarna 1988 i Seoul.